# إيزابيلا كولبران
إيزابيلا أنخيلا كولبران (بالإسبانية: Isabella Angela Colbran)‏ هي مغنية أوبرا إسبانية ولدت في يوم 2 فبراير 1785 في مدريد. عملت مع الملحن الإيطالي جواكينو روسيني وثم تزوجا في مارس 1822 واشتركت ايزابيلا معه بتلحين أربعة من مؤلفاته. توفيت في 7 أكتوبر 1845.